# Brassaiopsis shweliensis
Brassaiopsis shweliensis är en araliaväxtart som beskrevs av William Wright Smith. Brassaiopsis shweliensis ingår i släktet Brassaiopsis och familjen Araliaceae. Inga underarter finns listade.